# Convolvulus siculus
Convolvulus siculus L. es una especie de plantas de la familia de las convolvuláceas. 

## Hábitat
Se desarrolla en comunidades terofíticas, frecuentemente cerca de la costa. 

## Distribución
Es endémica de la región mediterránea meridional: En España se encuentra en Alicante, Castellón, Gerona e Islas Baleares. Por oriente alcanza Creta y por occidente el sur de Portugal a través de poblaciones dispersas por el territorio andaluz.

## Descripción
Es una pequeña hierba pubescente trepadora, de flores pequeñas (7-12 mm de longitud) de color azulado con forma de embudo y con el pedúnculo floral más corto que la hoja correspondiente. Las hojas son enteras con forma de huevo.

## Taxonomía
Convolvulus siculus fue descrito por Carlos Linneo  y publicado en Species Plantarum 1: 156. 1753.
Etimología
Convolvulus: nombre genérico que procede del latín convolvere, que significa "enredar".
siculus: epíteto que procede de Sikelos, que es el nombre antiguo de Sicilia.
Sinonimia
- Convolvulus elongatus Willd.
- Convolvulus flexuosus Pomel
- Convolvulus pseudosiculus Brouss.
- Convolvulus siculus subsp. elongatus Batt.
- Convolvulus siculus subsp. pseudosiculus (Brouss.) Quézel & Santa
- Convolvulus siculus subsp. siculus L.
- Convolvulus siculus var. elongatus (Willd.) Batt. et Trab.[5]

## Nombres comunes
- Castellano: correhuela azul.[5]